# Srithai Bookok
Srithai Bookok (thailändisch ศรีไทย บูโกก, * 5. Juni 1996) ist ein thailändischer Fußballspieler.

## Karriere
Srithai Bookok stand bis Ende 2018 beim BGC FC unter Vertrag. Mit dem Verein aus Nonthaburi spielte er in der vierten Liga, der Thai League 4. Hier trat der BGC FC in der Bangkok Metropolitan an. Die Saison 2019 stand er beim Phitsanulok FC in Phitsanulok unter Vertrag. Der Viertligist spielte in der Northern Region der vierten Liga. Am 1. Januar 2020 unterschrieb er einen Vertrag beim Hauptstadtverein Raj-Pracha FC. Mit Raj-Pracha spielte er in der dritten Liga. Die Saison 2020/21 wurde er mit dem Verein Vizemeister der Western Region und stieg anschließend in die zweite Liga auf. Sein Zweitligadebüt gab Srithai Bookok am 4. September 2021 (1. Spieltag) im Auswärtsspiel gegen den Chainat Hornbill FC. Hier wurde er in der 63. Minute für Nawamin Chaiprasert eingewechselt. Das Spiel endete 0:0. Am Ende der Saison musste er mit Raj-Pracha wieder den Weg in die dritte Liga antregen. Nach dem Abstieg verließ er Bangkok und unterschrieb im Juni 2022 einen Vertrag beim Zweitligisten Chiangmai FC. Für den Verein aus Chiangmai bestritt er 28 Zweitligaspiele. Sommer 2023 wechselte er zu seinem ehemaligen Verein, dem Zweitligaabsteiger Raj-Pracha FC. Mit dem Hauptstadtverein spielt er in der Western Region der Liga.

## Erfolge
Raj-Pracha FC
- Thai League 3 – West: 2020/21 (Vizemeister)  ▲